# Renfanekapuschongfly
Renfanekapuschongfly Cucullia tanaceti är en fjärilsart som beskrevs av Michael Denis och Ignaz Schiffermüller, 1775. Renfanekapuschongfly ingår i släktet Cucullia och familjen nattflyn, Noctuidae. Arten förekommer tillfälligt i Sverige, med några få fynd i Skåne. Inga underarter finns listade i Catalogue of Life.

## Bildgalleri

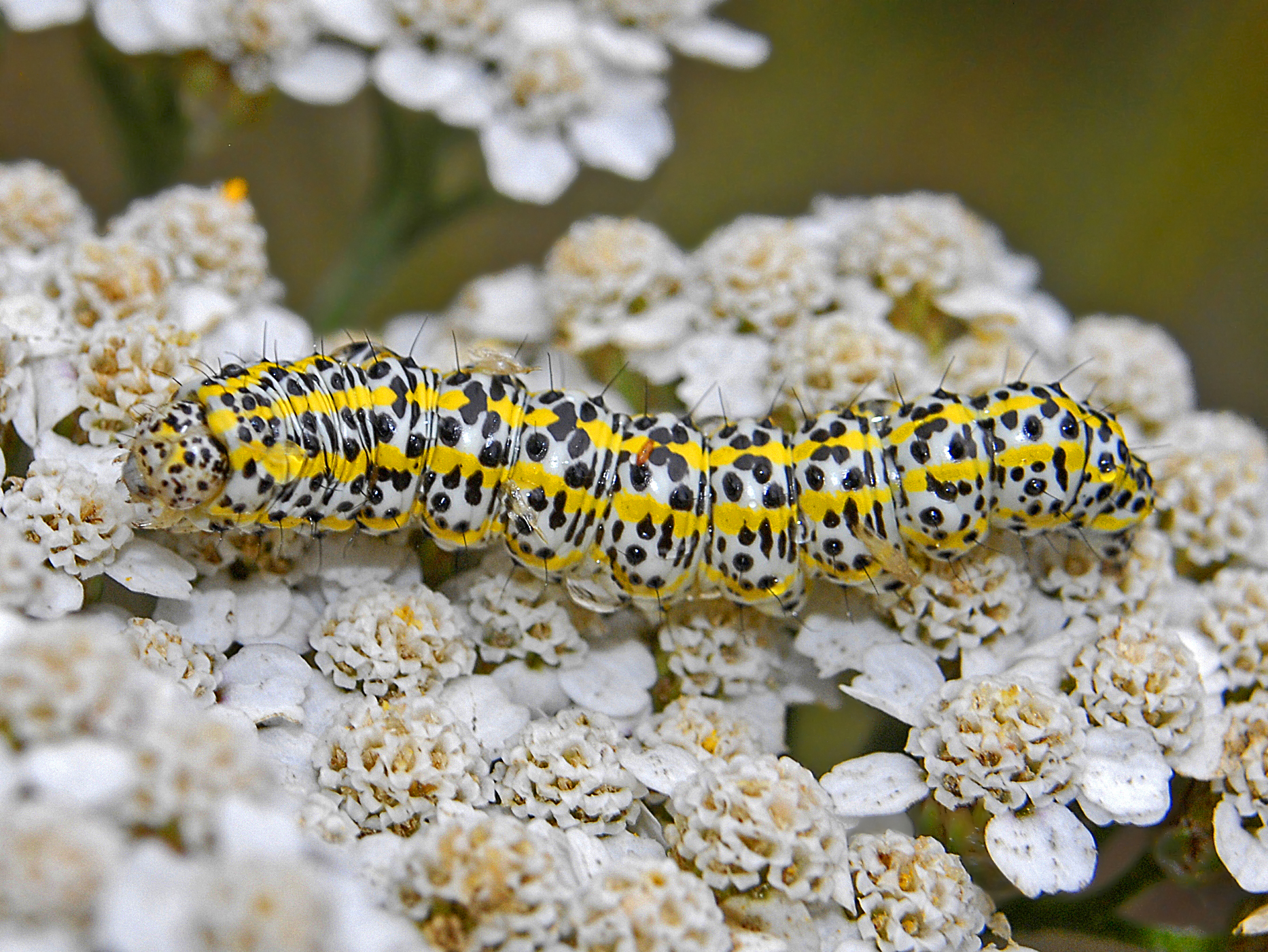
Fjärilens larv